# Mertensia umbratilis
Mertensia umbratilis är en strävbladig växtart som beskrevs av Jesse More Greenman. Mertensia umbratilis ingår i släktet fjärvor, och familjen strävbladiga växter. Inga underarter finns listade i Catalogue of Life.